# Hội trường thành phố cũ của Jerez de la Frontera
Hội trường thành phố cũ của Jerez de la Frontera (Tiếng Tây Ban Nha: Antiguo Ayuntamiento de Jerez de la Frontera) là một tòa nhà ở Jerez de la Frontera, Tây Ban Nha. Tòa nhà được công nhận là Bien de Interés Cultural năm 1943.

## Lịch sử
Việc xây dựng hội trường đã phản ánh sức sống của Jerez Cabildo vào thế kỷ 15, đánh dấu sự khởi đầu của một kỷ nguyên thịnh vượng với nhiều trang trại xuất khẩu các loại trái cây, và đặc biệt là rượu vang, không chỉ ở Châu Âu mà còn ở Hoa Kỳ.